# TV Fürth 1860
Der Turnverein Fürth 1860 e. V. (abgekürzt mit: TV Fürth 1860 e. V.) ist ein Sportverein aus Fürth in Mittelfranken. Der am 26. Mai 1860 gegründete Breitensportverein ist mit 23 Abteilungen und über 40 Sportangeboten einer der größeren Sportvereine Nordbayerns.
Das Sportangebot umfasst die Abteilungen Aikido, Basketball, Fechten, FMA (Filipino Martial Arts), Fußball, Fußballtennis, Handball, Judo, Ju Jutsu, Kanu, Karate, Kegeln, Leichtathletik, Petanque, Schwimmen, Tanzen, Tennis, Tischtennis, Triathlon, Turnen, Volleyball sowie Winter-, Wander- und Radsport. Neben dem Abteilungssport bietet der TV Fürth 1860 ein Kursangebot mit Fitnesskursen und Präventionskursen an und betreibt eine Kindersportschule und eine Ballschule.

## Erfolgreiche Tochtervereine

### Fechten
Der Fechtclub Fürth wurde 1913 gegründet, bereits nach kurzer Zeit stellten sich die ersten Turniererfolge ein und schon bald zählten die Fürther zur Bayerischen Fechtelite. Unterbrochen wurde diese hoffnungsvolle Entwicklung durch den Ausbruch des Ersten Weltkrieges. Kurz nach Kriegsende wurde der Fechtbetrieb jedoch wieder aufgenommen und nahtlos an die guten Leistungen vor Kriegsbeginn angeknüpft.
1928 wurde die Fechtabteilung in Fechtclub Fürth im TV 1860 umbenannt. Im selben Jahr wurde auch das Damenfechten eingeführt. Wiederum machten die Fürther durch nationale und internationale Erfolge von sich reden. Der Zweite Weltkrieg brachte jedoch erneut alle sportlichen Aktivitäten völlig zum Erliegen. Erst 1949 wurde der Fechtclub neu ins Leben gerufen. In diesem Jahr fand in Fürth auch die Neugründung des Bayerischen Fechterverbandes statt. 1950 wurden hier die ersten Bayerischen Meisterschaften ausgetragen.
Seit 2004 betreibt der Fechtclub Fürth den Landesleistungsstützpunkt Fechten in Fürth Atzenhof. Trainer ist u. a. der Fechtmeister Ferenc Tóth.

### Fußball
Die Fußballabteilung verselbständigte sich mehrmals. Bereits 1906 ging als Abspaltung die SpVgg Fürth (seit 1996 SpVgg Greuther Fürth) hervor, die dreimal Deutscher Fußballmeister wurde. Unter dem Dach des Hauptvereins verblieben ist die am 1. Juni 1973 gegründete SG Quelle Fürth (Zusammenschluss der Fußballabteilungen des Turnvereins 1860 Fürth und der BSG Schickedanz Fürth), die zwei Jahre der Regionalliga Süd angehörte und seitdem in den Ligen darunter spielt.

### Handball
Die erfolgreiche Handballabteilung (u. a. zweimal Süddeutscher Meister) ging schließlich ebenfalls diesen Weg. Am 17. Juni 1975 schloss sie sich mit den Handballern der SpVgg Fürth zur HG Quelle Fürth zusammen. Der ersten Damenmannschaft gelang zwischenzeitlich der Aufstieg bis in die Zweite Bundesliga. Im Juni 2006 wechselte die komplette erste Mannschaft, zwischenzeitlich in der drittklassigen Regionalliga spielend, zum 1. FC Nürnberg als dessen zweite Damenmannschaft. Die Kosten von rund 50.000 € für den laufenden Spielbetrieb konnten angesichts der stetigen Abnahme der Sponsorengelder des Quellekonzerns nicht mehr aufgebracht werden.

### Leichtathletik
Am 10. November 1969 gründeten die Leichtathleten den LAC Quelle Fürth. Diese Abteilung ist kein eigenständiger Verein, organisiert sich aber weitestgehend selbst und brachte international erfolgreiche Sportler wie Bernd Kannenberg, Patriz Ilg, Florian Schwarthoff und Nico Motchebon hervor.

### Tennis
Die Tennisabteilung des TV Fürth 1860 besteht bereits seit 1929. Die weitläufige Tennisanlage ist direkt am Fürther Stadtwald gelegen und verfügt über 15 Sandplätze im Freien (3 davon mit Tribüne), zwei Hallenplätze sowie ein Clubhaus mit Restaurant. 
Die Tennisabteilung zeichnet sich vor allem durch seine Jugendarbeit und Nachwuchsförderung aus, wofür sie schon vier Mal mit dem Grünen Band für vorbildliche Talentförderung im Verein der Dresdner Bank und des DOSB ausgezeichnet wurde.
Die Tennisschule des TV Fürth 1860 wurde bis zur Wintersaison 2024/2025 von der ehemaligen Profi Tennisspielerin Claudia Porwik betrieben. Ab der Sommersaison 2025 übernahm die renommierte Tennis Academy Zietsman, die bereits von 1981 bis 2019 mit dem TV Fürth 1860 kooperierte, erneut den Trainingsbetrieb.
Spieler der Tennisabteilung erreichten bislang bereits einen Weltmeister-, einen Europameister-, 22 Deutsche und 46 Bayerische Meistertitel sowie zahlreiche Titelgewinne und Platzierungen bei Jugend-, Nachwuchs- und Ranglistenturnieren.
Von 1979 bis 2016 veranstaltete die Abteilung das ATP Challenger Fürth, ein mit 42.000 Euro dotiertes Turnier der ATP Challenger Tour, das unter dem Namen „Franken Challenge“, früher „Schickedanz Open“ vermarktet wurde. Das letzte Finale 2016 fand zwischen Radu Albot und Jan-Lennart Struff statt.

### Volleyball
Die Drittliga-Mannschaft des VfL Nürnberg schloss sich 2017 dem TV Fürth 1860 an.